# Víctor Ibarbo
Segundo Víctor Ibarbo Guerrero (Tumaco, 1990. május 19. –) kolumbiai válogatott labdarúgó, a japán Szagan Toszu játékosa.

## Fordítás
Ez a szócikk részben vagy egészben  a   Víctor Ibarbo című angol Wikipédia-szócikk fordításán alapul.  Az eredeti cikk szerkesztőit annak laptörténete sorolja fel. Ez a jelzés csupán a megfogalmazás eredetét és a szerzői jogokat jelzi, nem szolgál a cikkben szereplő információk forrásmegjelöléseként.